# 药典委员会
药典委员会是中华人民共和国国务院药品监督管理部门依据《中华人民共和国药品管理法》设立的组织制定和修订国家药品标准的专业技术机构。药典委员会的日常工作由国家药典委员会负责。